# Shevah Weiss
Shevah Weiss (5 juillet 1935 - 3 février 2023) est un homme politique israélien qui est président de la Knesset sous Yitzhak Rabin. Il est aussi ambassadeur d'Israël en Pologne et président de Yad Vashem.

## Biographie
Shevah Weiss est né à Borysław, en Pologne, de Gienia et Meir Wolf Weiss. Pendant la Shoah, son père construit une cachette pour la famille derrière le mur de leur magasin. Il construit des lits superposés, les uns sur les autres, jusqu'au plafond. Weiss vivait dans ce petit espace avec ses parents, sa sœur, son frère, sa tante, son oncle, son cousin et son voisin. Plus tard, ils vivent dans le sous-sol d’un orphelinat pour enfants. Les voisins leur fournissent de la nourriture et de l’eau. Weiss a plus tard exprimé sa gratitude aux familles qui l’ont sauvé, qu’il a décrites comme « des gens incroyables, mes héros… [qui] resteront toujours dans mon cœur ».
Weiss immigre en Palestine en 1947. Il est diplômé de l'Université hébraïque de Jérusalem avec une licence en relations internationales en 1961. Il obtient ensuite une maîtrise en sciences politiques et en études juives contemporaines ainsi qu'un doctorat.
Weiss est marié à Esther, avec qui il a deux enfants. Son épouse est décédée d'un cancer en 2005.
En 1975, Weiss devient professeur à l'Université de Haïfa.
Weiss est membre du conseil municipal de Haïfa entre 1969 et 1981, date à laquelle il est élu à la Knesset en tant que membre de l'Alignement. Entre 1988 et 1992, il est vice-président de la Knesset, puis président entre 1992 et 1996. Il perd son siège aux élections de 1999.
Le 4 novembre 1995, Weiss est sur scène avec Yitzhak Rabin et Shimon Peres lors du rassemblement pour la paix à Tel Aviv où Rabin est assassiné.
En 2000, il devient président du Conseil de Yad Vashem. De 2001 à 2003, il est ambassadeur d’Israël en Pologne. Le 4 janvier 2004, pour sa contribution à la coopération entre la Pologne et Israël, le président Aleksander Kwaśniewski lui décerne la Grand-Croix (1re classe) de l'Ordre du Mérite de la République de Pologne.
Weiss parlait hébreu, yiddish, polonais, russe et anglais. Il est décédé le 3 février 2023 à Tel Aviv à l'âge de 87 ans.